# Communauté de communes de la Presqu’île de Crozon
Die Communauté de communes de la Presqu’île de Crozon ist ein ehemaliger französischer Gemeindeverband mit der Rechtsform einer Communauté de communes im Département Finistère in der Region Bretagne. Der Gemeindeverband wurde am 19. Dezember 1994 gegründet und bestand aus sieben Gemeinden auf der Crozon-Halbinsel. Der Verwaltungssitz befand sich im Ort Crozon.

## Historische Entwicklung
Mit Wirkung vom 1. Januar 2017 fusionierte der Gemeindeverband mit der Communauté de communes de l’Aulne Maritime und bildete damit die Nachfolgeorganisation Communauté de communes Presqu’île de Crozon-Aulne maritime.

## Ehemalige Mitgliedsgemeinden
1. Argol
2. Camaret-sur-Mer
3. Crozon
4. Landévennec
5. Lanvéoc
6. Roscanvel
7. Telgruc-sur-Mer